# Яманэ, Мики
Мики Яманэ (яп. 山根 視来; род. 22 декабря 1993, Иокогама) — японский футболист, защитник клуба «Лос-Анджелес Гэлакси». Выступал в национальной сборной Японии.

## Карьера

### Начало карьеры
В возрасте 5 лет стал выступать в клубе «Азамино». Затем попал в структуру японского клуба «Токио Верди», в котором пробыл в период с 2004 года по 2008 год. По окончании школы футболист не смог закрепиться в клубе и затем предпочёл выступать за школьные команды. В 2011 году после сильного землетрясения в Японии, школа, за которую выступал футболист, сильно пострадала и тренер с командой перебрались в Иокогамский Университет Тоин, где затем футболист и продолжил свою карьеру.

### «Сёнан Бельмаре»
В декабре 2015 года футболист присоединился к клубу «Сёнан Бельмаре». Дебютировал за клуб в матче «Кубка Джей-лиги» 20 апреля 2016 года против клуба «Джубило Ивата», выйдя в стартовом составе. Затем пропустил весь сезон, восстанавливаясь от полученной травмы. Подпускаться к играм с основной командой стал лишь осенью 2016 года на матчи Кубка Императора.
Зимой 2017 полноценно вернулся в команду. Дебютировал во Втором дивизионе Джей-лиги 26 февраля 2017 года в матче против клуба «Мито Холлихок». В матче 25 июня 2017 года против клуба «Иокогама» отличился первым результативным действием, отправив мяч в ворота от игрока соперника. По итогу сезона футболист стал одним из ключевых центральных защитников, а также помог клубу стать чемпионом Второго дивизиона Джей-лиги.
Свой дебютный матч в Первом дивизионе Джей-лиги сыграл 24 февраля 2018 года против клуба «В-Варен Нагасаки». Дебютным голом отличился в матче 7 апреля 2018 года против клуба «Касима Антлерс». Несколько раз за сезон выходил на поле с капитанской повязкой. В октябре 2018 года стал обладателем Кубка Джей-лиги. На протяжении 4 сезонов за клуб был неотъемлемой частью команды. Сыграл за клуб 118 матчей во всех турнирах, в которых отличился 3 голами и 6 результативными передачами.

### «Кавасаки Фронтале»

#### Сезон 2020
В декабре 2019 года футбольный клуб «Кавасаки Фронтале» объявил о переходе игрока в зимнее трансферное окно 2020 года. Дебютировал за клуб 16 февраля 2020 года в матче Кубка Джей-лиги против клуба «Симидзу С-Палс». Первый матч за клуб в чемпионате сыграл 22 февраля 2020 года против клуба «Саган Тосу». Затем чемпионат был приостановлен из-за пандемии COVID-19. В первом же матче после возобновления чемпионата 8 июля 2020 года против «Токио» футболист отличился результативной передачей. Своим дебютным голом за клуб отличился 22 июля 2020 года в матче против клуба «Вегалта Сэндай». Закрепился в основной команде клуба, став ключевым защитником в клубе, однако стал выступать уже на правом фланге обороны. По итогу сезона стал победителем Первого дивизиона Джей-лиги, а также получил награду как лучший защитник чемпионата. Стал обладателем Кубка Императора 1 января 2021 года, где в финале победили клуб «Гамба Осака». Сам же футболист по ходу сезона отличился 4 голами и 6 результативными передачами.

#### Сезон 2021
В феврале 2021 года начал свой новый сезон с победы за Суперкубок Японии против клуба «Гамба Осака». Первый матч в чемпионате сыграл 26 февраля 2021 года против клуба «Иокогама Ф. Маринос», где футболист отличился результативной передачей. В следующем матче 3 марта 2021 года против клуба «Сересо Осака» футболист оформил дубль, отдав 2 голевые передачи. Первым в сезоне голом отличился 14 апреля 2021 года в матче против клуба «Ависпа Фукуока». В июле 2021 года вместе с клубом отправился выступать в Лиге чемпионов АФК. Дебютировал на турнире 26 июня 2021 года против южнокорейского клуба «Тэгу». Остановились с клубом на стадии 1/8 финала, где вылетели от южнокорейского клуба «Ульсан Хёндэ», проиграв в серии пенальти. По итогу сезона вместе с клубом снова стал чемпионом Первого дивизиона Джей-лиги. Сам футболист с 2 голами и 12 результативными передачами снова получил награду лучшего защитника сезона.

#### Сезон 2022
В начале 2022 года сезон начал с поражения в финале Суперкубка Японии против клуба «Урава Ред Даймондс». Первый матч в чемпионате сыграл 18 февраля 2022 года против клуба «Токио». В следующем матче 23 февраля 2022 года против клуба «Иокогама Ф. Маринос» первым результативным действием, отдав голевую передачу. Первый в сезоне гол забил 2 марта 2022 года против клуба «Урава Ред Даймондс», благодаря которому принёс победу своей команде. В матче Лиги чемпионов АФК 24 апреля 2022 года против малайзийского клуба «Джохор» отличился дублем из результативных передачах. По итогу сезона стал серебряным призёром Первого дивизиона Джей-лиги. Также футболист по ходу сезона отличился 3 голами и 6 результативными передачами во всех турнирах и в очередной раз получил награду лучшего защитника чемпионата.

#### Сезон 2023
Новый сезон начал 17 февраля 2023 года в матче против клуба «Иокогама Ф. Маринос». Первый гол в сезоне забил 1 апреля 2023 года в матче против клуба «Хоккайдо Консадоле Саппоро». В сентябре 2023 года вместе с клубом отправился на матчи Лиги чемпионов АФК. Первый матч на турнире сыграл 19 сентября 2023 года против малайзийского клуба «Джохор Дарул Тазим», выйдя на поле в стартовом составе. В матче 7 ноября 2023 года против таиландского клуба «Би Джи Патхум Юнайтед» футболист отличился результативной передачей. По итогу сезона футболист вместе с клубом занял итоговое восьмое место в чемпионате. Также по итогам Лиги чемпионов АФК футболист вместе с клубом занял итоговое первое место в группе выйдя в раунд плей-офф турнира. Всего же за сезон футболист отличился 3 забитыми голами и 4 результативными передачами во всех турнирах.

### «Лос-Анджелес Гэлакси»
5 января 2024 года Яманэ перешёл в американский клуб «Лос-Анджелес Гэлакси», подписав трёхлетний контракт. Дебютировал за клуб футболист 26 февраля 2024 года в матче против клуба «Интер Майами», выйдя на поле в стартовом составе. Первым результативным действием за клуб отличился 26 мая 2024 года в матче против «Хьюстон Динамо», отдав голевую передачу. Весте с клубом завершил основную часть чемпионата на первом месте в западной конференции, отправившись в раунд плей-офф. По итогу сезона вместе с клубом стал обладателем Кубка MLS, где в финале 7 декабря 2024 года победили «Нью-Йорк Ред Буллз». На протяжении сезона выступал в роли одного из ключевых игроков, отличившись 6 голевыми передачами во всех турнирах.

## Международная карьера
В марте 2021 года футболист получил вызов в национальную сборную Японии. Дебютировал за сборную 25 марта 2021 года в товарищеском матче против сборной Южной Кореи, отличившись своим дебютным голом. По ходу 2021 года помог клубу квалифицироваться на чемпионат мира. В июне 2022 года стал серебряным призёром Кубка Кирин. В июле 2022 года вместе со сборной стал победителем чемпионата Восточной Азии.
В ноябре 2022 года отправился со сборной на чемпионат мира. Дебютировал на турнире 27 ноября 2022 года в матче против сборной Коста-Рики. Сам же футболист на этот матч вышел в стартовом составе, отыграв 62 минуты, а также успел получил предупреждение. В матче 1 декабря 2022 года японцы одолели сборную Испании, тем самым выйдя в этап плей-офф с 1 места в группе. Закончил своё выступление на чемпионате в матче 1/8 финала 5 декабря 2022 года против Хорватии в послематчевой серии пенальти, где японцы оказались слабее.

## Достижения
Клубные
«Сёнан Бельмаре»
- Победитель Второго дивизиона Джей-лиги: 2017
- Обладатель Кубка Джей-лиги: 2018

«Кавасаки Фронтале»
- Чемпион Японии (2): 2020, 2021
- Обладатель Кубка Императора: 2020
- Обладатель Суперкубка Японии: 2021

Лос-Анджелес Гэлакси
- Обладатель Кубка MLS: 2024
- Победитель Западной конференции MLS: 2024

Сборные
Япония
- Победитель чемпионата Восточной Азии: 2022
- Серебряный призёр Кубка Кирин: 2022

Личные
- Лучший защитник Первого дивизиона Джей-лиги (3): 2020, 2021, 2022